# Anátema
Anátema (do grego antigo ἀνάθημα, "oferta votiva" e, depois, ἀνάθεμα, "maldição"; derivadas de ἀνατίθημι, "dedicar") era, na Grécia Antiga, uma oferenda votiva posta no templo de uma deidade, constituída inicialmente por fruta ou animais e, posteriormente, por armas, estátuas, etc. Seu objetivo era agradecer por uma vitória ou outro evento favorável.

## No catolicismo
No catolicismo, é a maior e a pior sentença de excomunhão da Igreja, onde o anátema, além de ser expulso da igreja com todos seus ritos eucarísticos e todas as atividades voltadas ao fiéis, ainda é considerado como amaldiçoado pelo sacerdote. Os anátemas acontecem em celebrações públicas e são feitas por pontífices maiores, como bispos e cardeais. Em algumas tradições cristãs existem ritos específicos para o anátema. O anátema é o mais severo caso de excomunhão, ocorrendo somente nos piores casos possíveis de heresia contra a fé.
 O célebre caso biblíco é o de Saul que invade os amalequitas, mas acaba (com o apoio do povo ou sob a pressão deste) poupando a vida de Agag e da melhor parte do gado dos amalequistas, ato que Deus condena e informa a Samuel que informa o rei Saul (uma vez que ele mente dizendo que iria sacrificá-los para Deus), sendo rejeitado como rei e abrindo portas para David assumir o Reino.
O apóstolo Paulo relata o termo em uma de suas cartas sobre a inconstância dos Gálatas nas doutrinas pregadas nas igrejas: 
| “ | Maravilho-me de que tão depressa passásseis daquele que vos chamou à graça de Cristo para outro evangelho; o qual não é outro, mas há alguns que vos inquietam e querem transtornar o evangelho de Cristo. Mas, ainda que nós mesmos ou um anjo do céu vos anuncie outro evangelho além do que já vos tenho anunciado, seja anátema. | ” |

Ou ainda: 
| “ | Portanto vos quero fazer compreender que ninguém que fala pelo Espírito de Deus diz: 'Jesus é anátema.' E ninguém pode dizer que Jesus é o Senhor, senão pelo Espírito Santo. | ” |